# .sm
.sm es el dominio de nivel superior geográfico (ccTLD) para San Marino.